# 谷衛将
谷 衛将（たに もりまさ）は、丹波国山家藩の第6代藩主。

## 生涯
第5代藩主・谷衛衝の長男。母は高木正陳の娘。幼名は勝千代。
宝暦12年（1762年）4月8日、父の隠居により跡を継ぐ。宝暦14年（1764年）正月21日に37歳で死去し、跡を弟の衛秀が継いだ。